# 1155 в Україні

## Події
- Юрій Довгорукий захопив київський престол, вигнавши Ізяслава Давидовича. Довгорукий встановив уділи своїм синам: Андрій Боголюбський отримав Вишгород, Гліб Переяслав, Борис Туров, Василько Поросся.
- Мстислав Ізяславич, син ізяслава Мстиславича, утік спочатку на Волинь, а потім у Польщу шукати союзників.
- Суздальський князь Андрій Боголюбський вивіз з Вишгорода у Володимир-на-Клязьмі ікону Богородиці, яка на початку XII ст. була привезена з Константинополя.
- Юрій Довгорукий прогнав з Києва митрополита Климента Смолятича і попросив Царгород призначити іншого.

## Засновані, зведені
- Дем'янці (Переяслав-Хмельницький район)
- Лутава (літописне місто)
- Пирятин